# 节叶秋英爵床
节叶秋英爵床（学名：Cosmianthemum knoxiifolium）为爵床科秋英爵床属下的一个种。